# Le Capitaine Benoît
Pour plus de détails, voir Fiche technique et Distribution.
Le Capitaine Benoît est un film d'espionnage français de Maurice de Canonge sorti en 1938.

## Synopsis
Le Capitaine Benoît sauve la vie d'un prince venu en France acheter des hydravions, suivi de près par des espions étrangers...

## Fiche technique
- Réalisation : Maurice de Canonge
- Scénario : Albert Guyot, Bernard Zimmer d'après une nouvelle de Charles Robert-Dumas
- Photographie : Raymond Clunie et Marcel Lucien
- Montage : Yvonne Martin
- Photographe de Plateau : Léo Mirkine
- Musique : Jean Lenoir
- Sociétés de production : Compagnie Française Cinématographique (CFC) et la Société des Films Vega
- Format : Son mono - Noir et blanc - 35 mm - 1,33:1
- Genre : Action
- Durée : 95 minutes
- Date de sortie :
  - France - 28 décembre 1938

## Distribution
- Jean Murat : Capitaine Benoît
- Mireille Balin : Véra Agatcheff
- Madeleine Robinson : Denise Benoît
- Raymond Aimos : Vic, le policier
- Jean Mercanton : Le prince Joachim / Jean-Jacques de Landelle
- Jean Temerson : Tripoff, le touriste
- Jean Brochard : Mercadier
- Jean Daurand : Griffon
- Hugues de Bagratide : Le sultan
- Marguerite de Morlaye
- Nilda Duplessy
- Jean Heuzé : Un officier
- Philippe Janvier : Un officier
- Armand Larcher : Le préfet
- Pierre Magnier : Le colonel
- Jacques Mattler : Un conjuré
- Marthe Mellot : La grand-mère
- Alexandre Mihalesco : Adhémar